# به تخمم نیست (ترانه دوا لیپا)
«به تخمم نیست» یا «اهمیت نمیدم» (انگلیسی: IDGAF؛ سرنام: "I don't give a fuck") ترانه‌ای از خوانندهٔ انگلیسی-آلبانیایی دوآ لیپا است که در آلبوم استودیویی آغاز به کارش (۲۰۱۷) قرار دارد. این ترانه را لیپا، ام‌ان‌ئی‌کی، لارز پرنسیپاتو، اسکایلر استون استریت و ویسکی واتر نوشتند و به‌دست کوز تهیه‌کنندگی شد. این ترانه در ۱۲ ژانویهٔ ۲۰۱۸ به‌عنوان هشتمین و آخرین تک‌آهنگ از آلبوم برای دانلود دیجیتالی و استریم منتشر شد. «به تخمم نیست» ترانه‌ای پاپ در مورد دوست پسر سابقی است که قصد دارد بازگردد، قبل از اینکه لیپا او را پی کارش بفرستد.
چند منتقد موسیقی از ساختار قوی و اشعار پس از جدایی «به تخمم نیست» تعریف کردند. این ترانه به‌عنوان دنباله‌ای بر تک‌آهنگ قبلی لیپا، یعنی «قوانین جدید» در نظر گرفته شد. این ترانه در جوایز بریت ۲۰۱۹ نامزد دریافت جایزهٔ بهترین تک‌آهنگ سال بریتانیا شد. از نظر تجاری، این ترانه در جایگاه ۱۰ تک‌آهنگ برتر جدول فروشِ ۲۰ منطقه در سراسر جهان قرار گرفت و در کرواسی و ایرلند به صدر جدول رسید. درجدول تک‌آهنگ‌های بریتانیا، «به تخمم نیست» در رتبهٔ سوم قرار گرفت. این ترانه در شش کشور دارای گواهی مولتی‌پلاتین است.
موزیک ویدئوی «به تخمم نیست» با انتشار تک‌آهنگ آن همراه بود و هنری شولفیلد آن را کارگردانی کرد. در این ویدئو دو نسخه از لیپا، یک نسخهٔ رمانتیک آسیب‌پذیر و یک نسخهٔ روح قدرتمند حضور دارد که با گروه‌های دخترانهٔ مربوطه خود مبارزه رقصی را علیه یکی و دیگری انجام می‌دهند. یک گروه لباس بنفش و گروه دیگر نارنجی می‌پوشند. چندین منتقد پیام عشق به خود و طراحی رقص آن را ستودند. این ویدیو نامزد بهترین رقص در جوایز موسیقی ویدئوی ام‌تی‌وی ۲۰۱۸ و بهترین ویدیوی سال بریتانیا در جوایز بریت ۲۰۱۹ شد. لیپا این آهنگ را با اجراهای زنده متعدد، از جمله در شوی الن دی‌جنرس، جیمی کیمل لایو! و د لیت شو ویت استیون کلبر تبلیغ کرد. ریمیکس‌هایی از آنا آف د نورث و سوئیتی برای تبلیغ بیشتر منتشر شد.